# Шатијон Гијот
Шатијон Гијот (фр. Châtillon-Guyotte) насеље је и општина у источној Француској у региону Франш-Конте, у департману Ду која припада префектури Безансон.
По подацима из 2011. године у општини је живело 129 становника, а густина насељености је износила 29,05 становника/km². Општина се простире на површини од 4,44 km². Налази се на средњој надморској висини од 260 метара (максималној 460 m, а минималној 257 m).

## Демографија
| 1962. | 1968. | 1975. | 1982. | 1990. | 1999. | 2011. |
| ----- | ----- | ----- | ----- | ----- | ----- | ----- |
| 62    | 65    | 61    | 87    | 96    | 110   | 129   |

График промене броја становника у току последњих година